# Якоб фон Мюнхов
Якоб фон Мюнхов (на немски: Jacob von Münchow; † пр. 1575) е померански дворцов маршал, хауптман на Белгард и Колбац в Померания.
Той е син (от пет деца) на Андреас фон Мюнхов († сл. 1582), господар в Мерзин, Курзеванц и Карценбург (1582), и съпругата му София фон Мантойфел-Арнхаузен, дъщеря на дворцовия съветник Егерт фон Мантойфел († 1515) и Гертруд фн Борке. Внук е на Петер фон Мюнхов († сл. 1506), господар в Буков, Бервалде и други, и Анна фон Девиц. Потомък е на Хенрикус Мунко († сл. 1238), княжески померански съветник в Щетин (1238). Брат му Клаус фон Мюнхов е съветник на херцог Казимир от Померания (1557 – 1605), епископ на Камин (1574 – 1605).
Резиденцията на фамилията е в Мьонхов, днес част от град Узедом. През 1741 г. фамилията е издигната на граф.

## Фамилия
Якоб фон Мюнхов се жени за Анна фон Масов. Те имат три деца:
- София фон Мюнхов, омъжена за Магнус фон Клайст († 1614)
- Карстен (Кристиан) фон Мюнхов, господар в Мерзин и Гервин, женен за София фон Рамел; имат дъщеря
- Андреас фон Мюнхов († 1631, Мерзин), господар в Мерзин и Картценбург, манастирски съветник, женен за Агнес фон Мункервиц; имат син